# جان هرمان هگ
جان هرمان هگ (زاده ۲۶ مارس ۱۹۹۹) یک ورزشکار تیراندازی نروژی است. از دستاوردهای او می‌توان به کسب مدال طلای انفرادی در مسابقات قهرمانی اروپا و برنز انفرادی در مسابقات جهانی اشاره کرد. و همچنین مدال طلای تیمی در مسابقات قهرمانی جهان و اروپا. او از سال ۲۰۲۱ رکورد تیمی جهان در تفنگ سه وضعیت ۵۰ متر را دارد.

## زندگی‌نامه
هگ در ۲۶ مارس ۱۹۹۹ در دینگل، ایرلند به دنیا آمد.

### ۲۰۲۱
هگ که در مسابقات تیراندازی قهرمانی اروپا ۲۰۲۱ در کرواسی شرکت کرد، در تفنگ سه وضعیت ۵۰ متر، بالاتر از هنریک لارسن دارنده مدال نقره، مدال طلا را به دست آورد. این سه نفر به همراه سیمون کلاوسن که در فینال در رده هفتم قرار گرفت، با مجموع ۳۵۴۹ امتیاز، یک رکورد جهانی جدید برای تیم‌های حاضر در مسابقات مقدماتی ثبت کردند که هر سه به فینال راه یافتند. او در تفنگ سه وضعیت ۵۰ متر تیمی به همراه سیمون کلاوسن و هنریک لارسن به مدال نقره دست یافت.
او نماینده نروژ در بازی‌های المپیک تابستانی ۲۰۲۰ توکیو ۲۰۲۱ بود و در تفنگ بادی ۱۰ متر مردان و در تفنگ سه وضعیت ۵۰ متر رقابت کرد.

### ۲۰۲۲
در مسابقات قهرمانی اروپا ۲۵/۵۰ متر ۲۰۲۲، او به همراه ژانت هگ دوستاد مدال طلای تفنگ سه وضعیت ۵۰ متر تیمی میکس را به دست آورد.
در مسابقات تیراندازی قهرمانی جهان ۲۰۲۲ در قاهره، او با غلبه بر یک تیم فرانسوی در مسابقه فینال، به مدال طلا در تفنگ سه وضعیت ۵۰ متر تیمی به همراه سیمون کلاوسن و هنریک لارسن دست یافت.

### ۲۰۲۳
در مسابقات قهرمانی ۱۰ متر اروپا در سال ۲۰۲۳ در تالین، او به همراه ژانت هگ دوستاد برنده تفنگ بادی ۱۰ متر تیمی میکس شد و تیمی از اسرائیل را در فینال شکست داد.
او که در مسابقات تیراندازی قهرمانی جهان ۲۰۲۳ در باکو شرکت کرد، به همراه اوله مارتین هالورسن و هنریک لارسن مدال طلای تفنگ درازکش ۵۰ متر تیمی را به دست آورد. او به همراه اوله مارتین هالورسن و هنریک لارسن موفق به کسب مدال برنز در تفنگ سه وضعیت ۵۰ متر تیمی شد.

### ۲۰۲۴
در می ۲۰۲۴، هگ در مسابقات ۲۵ متر و ۵۰ متر قهرمانی اروپا ۲۰۲۴ در اوسییک، پیش از سرگی کولیش و جانی پاتریک، مدال طلا را در مسابقه تفنگ درازکش ۵۰ متر به دست آورد. او همچنین در مسابقه تفنگ درازکش ۵۰ متر با تیم نروژ به همراه هنریک لارسن و اوله مارتین هالورسن به مدال طلای تیمی دست یافت.
او به عنوان نماینده نروژ در بازی‌های المپیک تابستانی ۲۰۲۴ پاریس انتخاب شد.

## رکوردها
| مردانهالگو:Shooting WR FR3X40 Men Teams |